# Liste der Baudenkmale in Geeste
In der Liste der Baudenkmale in Geeste sind alle Baudenkmale der niedersächsischen Gemeinde Geeste aufgelistet. Die Quelle der Baudenkmale ist der Denkmalatlas Niedersachsen. Der Stand der Liste ist der 8. Mai 2021.

## Allgemein
In den Spalten befinden sich folgende Informationen:
- Lage: die Adresse des Baudenkmales und die geographischen Koordinaten. Kartenansicht, um Koordinaten zu setzen. In der Kartenansicht sind Baudenkmale ohne Koordinaten mit einem roten Marker dargestellt und können in der Karte gesetzt werden. Baudenkmale ohne Bild sind mit einem blauen Marker gekennzeichnet, Baudenkmale mit Bild mit einem grünen Marker.
- Bezeichnung: Bezeichnung des Baudenkmales
- Beschreibung: die Beschreibung des Baudenkmales. Unter § 3 Abs. 2 NDSchG werden Einzeldenkmale und unter § 3 Abs. 3 NDSchG Gruppen baulicher Anlagen und deren Bestandteile ausgewiesen.
- ID: die Objekt-ID des Baudenkmales
- Bild: ein Bild des Baudenkmales, ggf. zusätzlich mit einem Link zu weiteren Fotos des Baudenkmals im Medienarchiv Wikimedia Commons. Wenn man auf das Kamerasymbol klickt, können Fotos zu Baudenkmalen aus dieser Liste hochgeladen werden:

## Osterbrock

### Einzelbaudenkmale
| Lage                                                  | Bezeichnung     | Beschreibung | ID       | Bild           |
| ----------------------------------------------------- | --------------- | --- | -------- | -------------- |
| Kirchweg 2 52° 36′ 8″ N, 7° 18′ 56″ O                 | Kirche          | Kath. Kirche Sankt Isidor Osterbrock | 35912195 | Weitere Bilder |
| Kirchweg 2 52° 36′ 7″ N, 7° 18′ 56″ O                 | Gemeindehaus    | Kath. Kirche Osterbrock | 35913649 | BW             |
| Gutshof 5 ,3 52° 36′ 15″ N, 7° 18′ 48″ O              | Gutshof         | 1907 entstand das landwirtschaftliche Gut Geeste durch die Harpener Bergbau AG, zwecks Versorgung ihrer Arbeiter in Dortmund. Da es damals noch keine Straßenanbindung gab, wurde ein Bahnhof an der vorhandenen Bahnstrecke errichtet. 1932 kaufte die Siedlungsgenossenschaft Emsland unter Leitung von Heinrich Kuhr dieses und es entstanden daraus viele kleinere Siedlerstellen für Neubauern. | 35913235 |                |
| Am Bahnhof 1, 3 52° 35′ 51″ N, 7° 18′ 42″ O           | Wohnhaus        | 1906 entstand das Kerngebäude der ehemaligen Gutshof-Gärtnerei Gut Geeste. Später wurde sie zu einer herrenhausartigen Dreiflügelanlage ausgebaut, das genaue Jahr ist nicht bekannt. Nach 30 Jahren Leerstand wurde es 2022 aufwendig restauriert. Die Seitenflügel erhielten ein Mansarden-walmdach.                                                                                               | 35913261 |                |
| Am Bahnhof 5 52° 35′ 53″ N, 7° 18′ 39″ O              | Wohnhaus        | | 35913333 |                |
| Ölhafen Geeste/Osterbrock 52° 35′ 50″ N, 7° 18′ 36″ O | Schleusenanlage | Ehem. Ems-Seitenkanal (Hanekenkanal) | 35912223 |                |
| Am Fischteich 2 52° 35′ 58″ N, 7° 18′ 9″ O            | Wohnhaus        | | 35913210 |                |

## Varloh

### Einzelbaudenkmale
| Lage                                                         | Bezeichnung     | Beschreibung                             | ID       | Bild |
| ------------------------------------------------------------ | --------------- | ---------------------------------------- | -------- | ---- |
| Dortmund-Ems-Kanal (Königstraße) 52° 37′ 18″ N, 7° 18′ 29″ O | Schleusenanlage | Dortmund-Ems-Kanal Schleuse Varloh (alt) | 35912247 |      |
| Dortmund-Ems-Kanal (Königstraße) 52° 37′ 17″ N, 7° 18′ 25″ O | Baumbestand     |                                          | 35913747 | BW   |

## Groß Hesepe

### Gruppe: Ehemaliges Emslandlager XI (Lager Groß Hesepe)
Die Gruppe „Ehemaliges Emslandlager XI (Lager Groß Hesepe)“ hat die ID 35899960.

| Lage                                       | Bezeichnung | Beschreibung                        | ID       | Bild           |
| ------------------------------------------ | ----------- | ----------------------------------- | -------- | -------------- |
| Kirschenstraße 52° 37′ 19″ N, 7° 12′ 16″ O | Wegesystem  | Emslandlager XI (Lager Groß Hesepe) | 35913019 | Weitere Bilder |

### Einzelbaudenkmale
| Lage                                                              | Bezeichnung       | Beschreibung             | ID       | Bild           |
| ----------------------------------------------------------------- | ----------------- | ------------------------ | -------- | -------------- |
| Meppener Straße (östlich von Nr. 117) 52° 37′ 30″ N, 7° 14′ 11″ O | Kirche            | St. Nikolaus Groß Hesepe | 35912091 | Weitere Bilder |
| Meppener Straße 118 52° 37′ 31″ N, 7° 14′ 10″ O                   | Kriegerdenkmal    |                          | 35911971 | BW             |
| Meppener Straße 118 52° 37′ 29″ N, 7° 14′ 10″ O                   | Kirchengarten     |                          | 35913624 | BW             |
| Meppener Straße 118 52° 37′ 31″ N, 7° 14′ 12″ O                   | Kreuzigungsgruppe |                          | 35913722 |                |

## Dalum
| Lage                                             | Bezeichnung  | Beschreibung | ID       | Bild           |
| ------------------------------------------------ | ------------ | --- | -------- | -------------- |
| Lingener Straße 4 52° 35′ 19″ N, 7° 13′ 48″ O    | Kirche       | | 35912016 | Weitere Bilder |
| An der Schaftrift 46 52° 35′ 34″ N, 7° 13′ 14″ O | Kirche       | Pauluskirche, ev.-luth. (Bartningkirche) 1950 ursprünglich als Notkirche in nur fünfmonatiger Bauzeit errichtet. | 41751950 |                |
| Am Wasserwerk 52° 35′ 26″ N, 7° 11′ 15″ O        | Anbau        | Emslandlager XII (Lager Dalum)                                                                                   | 35913795 | Weitere Bilder |
| Am Wasserwerk 52° 35′ 25″ N, 7° 11′ 16″ O        | Trafostation | Emslandlager XII (Lager Dalum)                                                                                   | 35913359 | Weitere Bilder |
| Am Wasserwerk 52° 35′ 26″ N, 7° 11′ 16″ O        | Toranlage    | Emslandlager XII (Lager Dalum)                                                                                   | 35913701 | Weitere Bilder |
| Rull 52° 36′ 6″ N, 7° 11′ 54″ O                  | Gedenkstätte | Emslandlager XII (Lager Dalum)                                                                                   | 35912044 | Weitere Bilder |